# Bergvattstjärnen, Västerbotten
Bergvattstjärnen är en sjö i Vindelns kommun i Västerbotten och ingår i Umeälvens huvudavrinningsområde.